# Emanuel van Beever

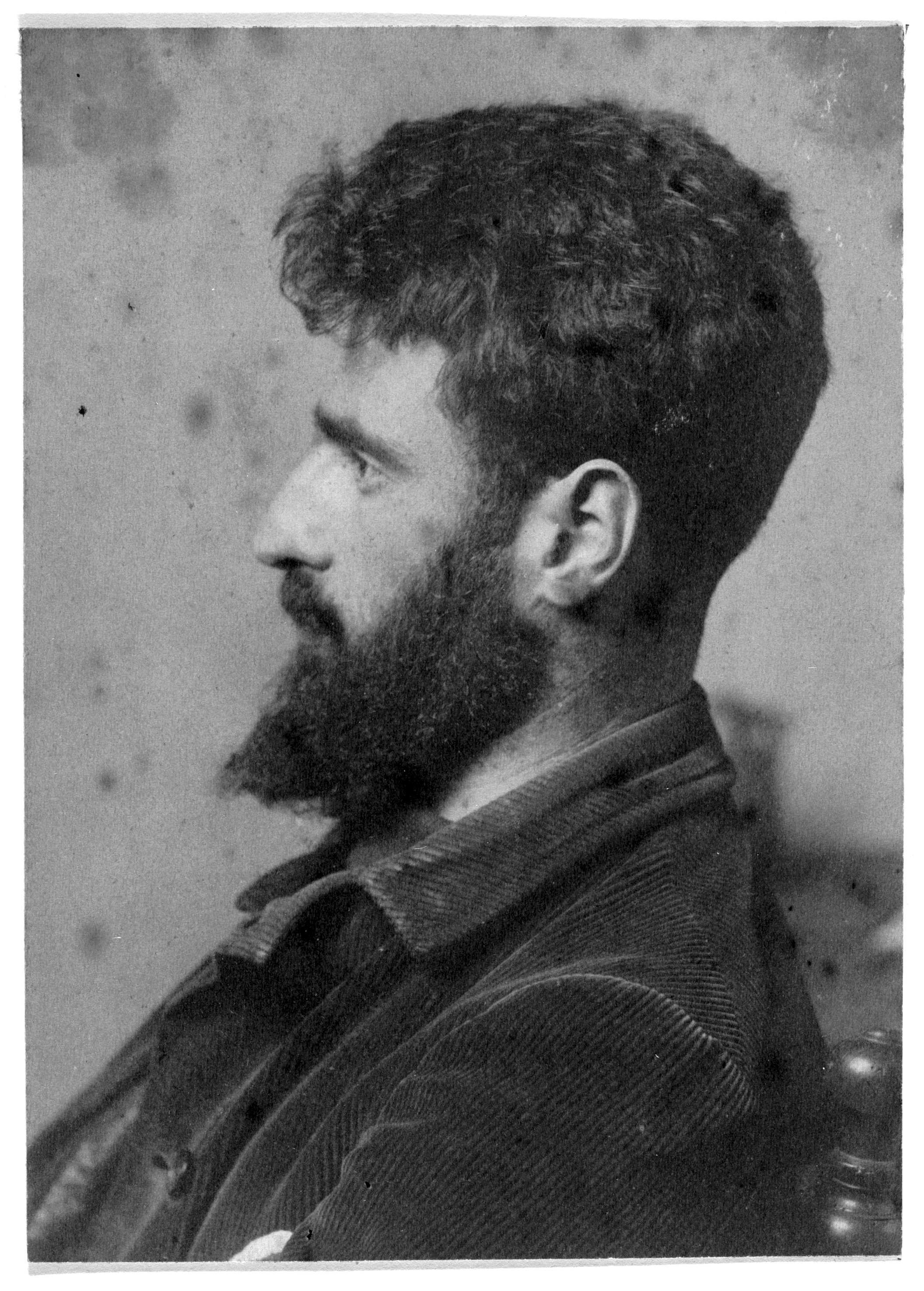
Porträt, erstellt zwischen 1895 und 1905

Emanuel Samson van Beever (* 28. März 1876 in Antwerpen; † 20. Juni 1912 in Laren (Noord-Holland)) war ein niederländischer Maler.

## Leben

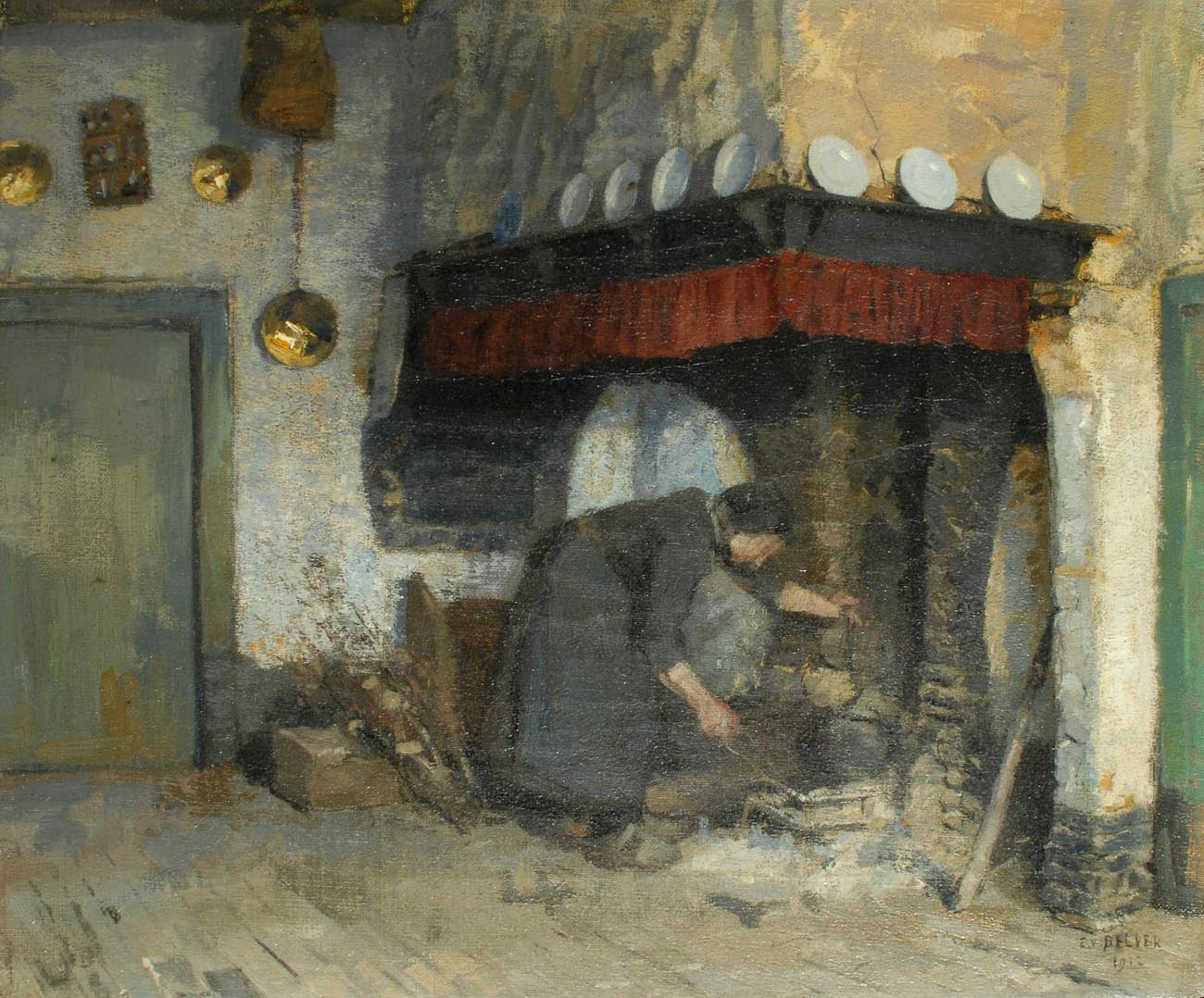
Emanuel van Beever, Titel unbekannt, 1912, Öl auf Leinwand

Am 28. März 1876 wurde Emanuel van Beever in Antwerpen als Sohn des Juweliers Samson Godried van Beever und Rosalie Barnett geboren. Die ersten vier Jahre seines Lebens wohnte Emanuel in Antwerpen. Dann zogen seine Eltern nach Amsterdam wo Emanuel seine Schulausbildung machte. Nachdem er die Schule verlassen hatte, bekam er eine Lehrstelle in einer Diamantenschleiferei. Es zeigte sich aber bald, dass Emanuel kein großes Interesse an dieser Arbeit hatte, sondern sich für Zeichnen und Malen interessierte. Und so begann er seine Ausbildung in diese Richtung fortzusetzen.
Anfänglich nahm er Unterricht an der Quellinusschule in Amsterdam. Hier fühlte er sich allerdings nicht wirklich zu Hause. Er schwänzte den Unterricht und nahm stattdessen Malstunden beim Kunstmaler Alexander Boom. Er war ein großer Bewunderer von Breitner, Maris und Israëls und die Folge davon war, dass seine frühen Werke eher von dieser Nachfolge zeugten als von seinem eigenen Stil. Ein bescheidenes Stipendium von Israëls ermöglichte es van Beever von 1894 bis 1897 an der Akademie für Bildende Künste zu studieren. Während dieser Jahre lebte er in sehr bescheidenen Umständen und war immer wieder gezwungen, sich durch Geigespielen etwas dazuzuverdienen. Seine Eltern wohnten zu jener Zeit in London und als diese dort erkrankten, ging auch van Beever nach London um sie zu betreuen. Zwei Jahre später, als beide Eltern gestorben waren, kehrte van Beever in die Niederlande zurück, wo er sich 1900 zuerst in Blaricum und später in Laren niederließ. In dieser Zeit arbeitete er hart, um seinen eigenen Stil zu verbessern. 1903 wurde er Mitglied der Künstlervereinigung „De Tien“ (Die Zehn), deren Mitglieder der zweiten Generation der Larener Schule zugeordnet werden.
Am 20. Juni 1912 starb van Beever in Laren mit nur 36 Jahren.
Zu seinem Angedenken wurde in Laren eine Straße nach ihm benannt, die Van Beeverlaan.

## Werk
Emanuel van Beever malte vor allem Innenansichten von Bauernhöfen, Stillleben und Dorfansichten. Eine Reihe seiner Werke entstand auch in Mol (Belgien). Er bekam gute Kritiken, u. a. im Nieuwe Rotterdamse Courant. Über seine Stillleben schrieb diese Zeitung z. B.: „Van Bever ist gegenwärtig ein bewundernswertes Talent.“